# Constantino Arianita
Constantino Arianita (em grego: Κωνσταντῖνος Ἀριανίτης; romaniz.: Konstantinos Arianítes; m. 1050) foi um ativo general bizantino nos Bálcãs contra os pechenegues no século XI, durante o reinado de Constantino IX Monômaco (r. 1042–1055).

## Vida

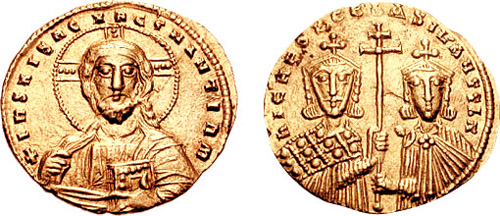
Histameno de r. e r.

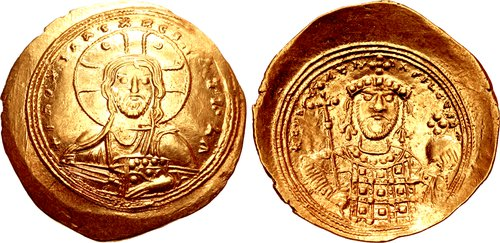
Histameno do imperador r.

Constantino foi possivelmente filho ou parente de Davi Arianita, um celebrado general sob Basílio II Bulgaróctono (r. 976–1025). É registrado pela primeira vez em 1047, quando os pechenegues cruzaram o Danúbio e invadiram o território bizantino. Naquele tempo, segundo João Escilitzes, ele mantinha a posição de magistro e o posto duque de Adrianópolis. Em resposta ao ataque, Arianita recebeu ordens para juntar-se ao comandante na Bulgária, Basílio Mônaco, e os generais Miguel e Cégenes (um pechenegue batizado que havia entrado em serviço bizantino). Os bizantinos conseguiram derrotar e capturar os invasores, mas em vez de exterminá-los, assentaram-os como colonos nas planícies desoladas na Mésia.
Quando os pechenegues rebelaram-se alguns anos depois, Arianita era um oficial sênios no exército enviado sob o heteriarca Constantino para opor-se a eles. Devido a um ataque mal aconselhado por parte do exército bizantino, que deixou o acampamento fortificado deles para atacar os pechenegues em campo aberto, os bizantinos sofreram uma pesada derrota Basílica Libas, próximo de Adrianópolis: Arianita recebeu uma feria mortal por um dardo no intestino e morreu dois dias após o confronto, enquanto outro comandante sênior, Miguel Dociano, foi capturado e morto pelos rebeldes. Segundo Rodolphe Guilland, ele provavelmente manteve o posto de doméstico das escolas do Ocidente naquele tempo.